# Ткаченко Тетяна Іванівна (економістка)
Тетя́на Іва́нівна Ткаче́нко (нар. 12 серпня 1959 р., Київ, УРСР) — українська науковиця, економістка, завідувачка кафедри туризму та менеджменту креативних індустрій Державного торговельно-економічного університету. Доктор економічних наук, професор, заслужений економіст України.

## Біографія
Народилася 12 серпня 1959 року в місті Київ, УРСР. Закінчила у 1980 році Київський торговельно-економічний інститут за спеціальністю «Економіка торгівлі». У 1990 році на базі Українського науково-дослідного інституту торгівлі та громадського харчування Міністерства торгівлі СРСР захистила дисертаційну роботу на здобуття наукового ступеня кандидата економічних наук за темою «Оптимізація розміщення товарних запасів між оптовою та роздрібною торгівлею» (науковий керівник — д.е.н., професор Андрійчук Віктор Григорович). У 2007 році на базі Київського національного торговельно-економічного університету захистила дисертаційну роботу на здобуття наукового ступеня доктора економічних наук зі спеціальності 08.06.01 — економіка, організація і управління підприємствами на тему «Управління суб'єктами туристичного бізнесу в умовах сталого розвитку» (науковий консультант — д.е.н., професор Анатолій Антонович Мазаракі).
Працювала в Українському науково-дослідному інституті торгівлі та громадського харчування Міністерства торгівлі СРСР як економіст, аспірант та молодший науковий співробітник. У Київському національному торговельно-економічному університеті обіймала посади асистента, старшого викладача, доцента, професора, докторанта, декана ФРГТБ (2014 р.) та завідувача кафедри (до 2014 р. обіймала посаду завідувача кафедри готельно-ресторанного та туристичного бізнесу, а потім кафедри туризму та рекреації КНТЕУ). Зараз обіймає посаду завідувача кафедри туризму та менеджменту креативних індустрій ДТЕУ. Є співрозробником стандартів вищої освіти КНТЕУ, входить до складу вченої ради ФРГТБ та КНТЕУ.
Проходила підвищення кваліфікації на базі таких установ, як Український науково-дослідний і навчальний центр Держспоживстандарту України (кандидат в аудитори); Вища школа педагогічної майстерності КНТЕУ; Вищі бізнес-школи готельно-ресторанного та туристичного бізнесу в Бельгії, Німеччині, Польщі, Угорщині, Греції, Франції; Інститут демографії та соціальних досліджень імені М. В. Птухи НАН України; Науково-методична комісія з менеджменту і адміністрування Міністерства освіти і науки України; Науково-методична комісія зі сфери обслуговування Міністерства освіти і науки України тощо.

## Громадська діяльність
Брала участь у розробці «Стратегії розвитку туризму і курортів», схваленої розпорядженням Кабінету Міністрів України від 6 серпня 2008 р. № 1088-р.; програмних документів Київської міської державної адміністрації «Програма розвитку туризму м. Києві на 2005-2010 рр.» та «Правила обслуговування в готелях».
Співавтор Державних стандартів України (ДСТУ):
1. ДСТУ 4268:2003 Послуги туристичні. Засоби розміщування. Загальні вимоги. — К. : Держспоживстандарт України, 2004.
2. ДСТУ 4269:2003 Послуги туристичні. Класифікація готелів. — К. : Держспоживстандарт України, 2004.
3. ДСТУ 4527:2006 Послуги туристичні. Засоби розміщення. Терміни та визначення. — К. : Держспоживстандарт України, 2006.
4. Національний стандарт України ДСТУ Послуги туристичні. Туристичні агентства та туристичні оператори. Терміни та визначення (проект)[2][3].

Співавтор галузевих стандартів вищої освіти (ГСВО) України за напрямом 030601 «Менеджмент», 140103 «Туризм», 140101 «Готельно-ресторанна справа» .
Громадська наукова робота:
- голова експертної ради з питань проведення експертизи дисертаційних робіт Міністерства освіти і науки України з проблем секторального розвитку та підприємництва [10] (2015 р.), заступник (2016 р.)[11];
- заступник голови експертної ради з менеджменту і торгівлі Акредитаційної комісії України;
- голова робочої групи з розроблення галузевих стандартів вищої освіти з напряму підготовки «Менеджмент» за освітньо-кваліфікаційним рівнем «бакалавр»;
- член президії науково-методичної комісії (НМК) з менеджменту і адміністрування;
- заступник голови Науково-методичної комісії 14 (НМК 14) з транспорту та сервісу [12];
- член Наукової ради з туризму та курортів Міністерства економічного розвитку і торгівлі України [13];
- член Експертної ради з питань туризму та курортів Комітету з питань сім'ї, молодіжної політики, спорту та туризму Верховної Ради України [14];
- голова підкомітету «Послуги туристичні» Технічного комітету (ТК) 118 Держспоживстандарту України та ін. [2]

## Нагороди і відзнаки
- Почесне звання «Заслужений економіст України»[15];
- Нагрудний знак «Відмінник освіти України» Міністерства освіти і науки України;
- Нагрудний знак «Почесний працівник туризму України» Міністерства культури і туризму України;
- Подяка Київської міської державної адміністрації;
- Пам'ятна медаль «Гідному шана» (КНТЕУ)[2][3].

Почесні грамоти:
- Почесна грамота Державного комітету будівництва, архітектури та житлової політики України;
- Почесна грамота Міністерства освіти і науки, молоді та спорту України;
- Почесна грамота Міністерства культури і туризму України;
- Почесна грамота Туристичної асоціації України;
- Почесна грамота Асоціації готельних об’єднань та готелів міст України;
- Почесна грамота ректора КНТЕУ[2][3].

## Наукові праці
Сфера наукових інтересів стосується обґрунтуванню та дослідженню теоретичних та практичних принципів сталого розвитку, ролі туризму в національній економіці та управлінню якістю в туризмі. Є автором десятків наукових праць, монографій, підручників та статей. Найвідоміші праці:
- Ткаченко Т.І.. Сталий розвиток туризму: теорія, методологія, реалії бізнесу: монографія. — К. : Київ. нац. торг.-екон. ун-т, 2006. — 537 с.
- Ткаченко Т.І.. Сталий розвиток туризму: теорія, методологія, реалії бізнесу: монографія. — 2-е видання. — К. : Київ. нац. торг.-екон. ун-т, 2009. — 463 с.
- Василенко В.О., Ткаченко Т.І.. Стратегічне управління: [навч. посіб. для студ. вищ. навч. заклад.]. — К. : ЦУЛ, 2003. — 396 с.
- Ткаченко Т.І., Мельниченко С.В., Бойко М.Г. та ін. Стратегічний розвиток туристичного бізнесу : монографія / за ред. А.А. Мазаракі. — К. : Київ. нац. торг.-екон. ун-т, 2010. — 569 с.
- Василенко В.О., Ткаченко Т.І.. Конкурентоспроможність підприємств у сфері туристичного бізнесу. Навч. посіб. — К. : Освіта України, 2012. — 508 с.